# Pie II impose le chapeau de cardinal à son neveu
Pie II impose le chapeau de cardinal à son neveu  est le sujet d'une tavoletta di Biccherna,  une peinture sur bois siennoise  peinte  par Francesco di Giorgio Martini en 1460.

## Histoire
Ces tablettes avaient pour but de servir de reliure pour les comptes de la Biccherna gérés par le camerlingue désigné par les autorités de la cité de Sienne pendant six mois et archivées ensuite dans les Archivio di Stato di Siena devenus les archives nationales. Ils prirent l'habitude de confier à un peintre reconnu de décorer la tablette supérieure, en souvenir de leur engagement,  pour la postérité.

## Iconographie
Celle-ci montre deux aspects des tablettes du Quattrocento : une scène religieuse mêlée d'intérêt politique, la nomination par le pape Pie II  du titre de cardinal à son neveu Francesco Piccolomini Todeschini évêque de Sienne (le fils de sa sœur Laudomia Piccolomini) le  5 mars 1460 à ses vingt ans.
La moitié inférieure du format affiche en haut les  écussons du Conseil des Six surmontant un texte comprenant  le nom du camerlingue Giovanni di Misser Pietro Pecci, et celui des fonctionnaires de la Biccherna.

## Description
Le registre supérieur montre, dans une architecture affichée en perspective conique centré à carrelage marqué, le pape trônant entouré de ses cardinaux et d'une assemblée de notables. Devant lui, son neveu à genoux, reçoit la coiffe cardinalice, accompagné d'un moine.
Le registre inférieur, une rangée de six blasons et, dessous, le texte épargné à droite d'un septième blason.

## Sources
- Enzo Carli,  Les Tablettes peintes de la "Biccherna" et de la "Gabella" de l'ancienne république de Sienne, In-8°, Electa Editrice, Milan - Florence, 195,  no 50 décrite p. 36.